# Joachim Fjelstrup
Joachim Fjelstrup, född 25 september 1987 i Herlev, är en dansk skådespelare.
Fjelstrup har bland annat medverkat i TV-serierna Allt och Eva och Julfeber. Han har även medverkat i filmen Den gränslöse.

## Filmografi (i urval)
- 2018 – Gråzon (TV-serie)
- 2020 – Julfeber (TV-serie)
- 2024 – Den gränslöse
- 2024 – Allt och Eva (TV-serie)
- 2024 – Flickan med nålen
- 2025 – Hunger